# (149243) Dorothynorton
(149243) Dorothynorton est un astéroïde de la ceinture principale.

## Description
(149243) Dorothynorton est un astéroïde de la ceinture principale. Il fut découvert le 14 septembre 2002 à l'observatoire Palomar par Robert D. Matson. Il présente une orbite caractérisée par un demi-grand axe de 2,32 UA, une excentricité de 0,11 et une inclinaison de 2,6° par rapport à l'écliptique.

## Compléments